# بيليروبين

البيليروبين

البيليروبين أو صبغة صفراوية مادة صفراء تنتج عن تكسير أو تحلل خلايا الدم الحمراء من مادة الهيموغلوبين التي تكسب خلايا الدم الحمراء لونها الأحمر.

## مراحل تشكل البيليروبين
عندما تمضي خلايا الدم الحمراء مدى عمرها الذي يصل إلى 120 يوما تصبح هشة وضعيفة فتصبح غير قادرة على المواصلة في جهاز الدوران فتتمزق أغشيتها الخلوية ويتم ابتلاع خضاب الدم المتحلل منها بواسطة البالعات الكبيرة النسيجية وهنا ينقسم خضاب الدم أو الهيموغلوبين إلى غلوبين وهيم
- الغلوبين : وهو الجزء البروتيني من الهيموغلوبين، والذي يتكسر إلى أحماض أمينية حيث يعاد استخدامها في الجسم.
- هيم : وهو الجزء غير البروتيني من الهيموغلوبين، ويتأكسد الهيم بواسطة انزيم هيموكسيناز الذي يفكك ويؤكسد الهيم إلى بيلفردين (صبغة خضراء اللون)و حديد وأول اكسيد الكربون.

بعدها يتحول البيلفردين بواسطة انزيم البيلفريدين ريدوكتاز إلى بيليوروبين غير مباشر (صبغة صفراء اللون) Unconjugated Bilirubin وهو بيليروبين غير ذوّأب بالماء. 
ينتقل البيلوروبين غير المباشر المتحد بالألبومين عبر الدم إلى الكبد وبمجرد وصوله الكبد يتحرر عنه الالبويمين ويتحد بيليوروبين غير المباشر مع حمض الغلوكيورنيك بواسطة انزيم غلوكرونوزيل ترانسفيرزوس (UDP-GT) وهكذا يتحول إلى بيلروبين مباشر Conjgated Bilirubin أو البيلروبين الذواب بالماء في عملية تُسمى بـ الاقتران.

## كيفية اطراح البيليروبين
ينتج الكبد البيلروبين المباشر مع الصفراء أو ما يسمى بالعصارة الصفراوية (سائل أصفر مخضر أو بني اللون) ويفرز في القناة الكبدية والقناة المرارية، ويفرز الكبد هذه العصارة باستمرار ويتم اختزانها مبدئيا في الغدة الصفراوية، ومن ثم تطرح في القناة الصفراوية والناتجة عن اتحاد القناتين الكبدية والمرارية، والتي تنفتح على الجزء الأول من الأمعاء الدقيقة وهو الاثنا عشري (العفج).
يتم تحويل حوالي نصف البيليروبين المقترن في الأمعاء بواسطة التأثير الجرثومي إلى مادة تدعى اليوروبيلينوجين وهي مادة ذائبة بشكل عالي. يعاد امتصاص بعض اليوروبيلينوجين عبر الأنسجة المخاطية المعوية إلى داخل الدم ويعاد افراغ معظمه مرة أخرى بواسطة الكبد إلى الأمعاء ولكن حوالي 5% منه فقط يترشح بواسطة الكليتين إلى داخل البول. بعد تعرض اليوروبيلينوجين في البول للهواء يصبح متأكسد ويتحول إلى اليوروبيلين والذي يعطي البول لونه الأصفر وفي البراز فإنه يتأكسد ليشكل الستركوبيلين الذي يعطي البراز لونه البني.

## الأمراض
ان القيمة الطبيعية للبيليروبين في الدم هي 21 ميكرو مول/ليتر، ان ارتفاع البيليروبين في الدم عن حده الطبيعي يؤدي إلى ظهور أعراض اليرقان وذلك بسبب تراكم البيليروبين في الجلد وملتحمة العين. مع العلم أن أعراض اليرقان تبدأبالظهور عند وصول قيمة البيليروبين في الدم إلى ضعف القيمة الطبيعية.
في بعض الأمراض وكما هو الحال في متلازمة غلبرت فإن خلل في تشكيل البيليروبين المباشر يؤدي إلى ارتفاع نسبة البيليروبين في الدم.
أما في متلازمة كريغلر-نجار فيؤدي غياب انزيم الغلوكورونيل تماماً إلى عدم قدرة الكبد على تشكيل البيليروبين المرتبط وبهذا ترتفع نسبة البيليروبين غير المباشر بشكل كبير في الدم.
عند الأطفال الرضع فيمكن اصابتهم بأنواع مختلفة من اليرقان أي ارتفاع الصفراء في الدم، كيرقان حليب الثدي واليرقان الانحلالي بتنافر الزمرة أو AB0...الخ.